# Dobruška
Dobruška (niem. Gutenfeld) − miasto w Czechach, w kraju hradeckim. Według danych z 31 grudnia 2003 powierzchnia miasta wynosiła 3 443 ha, a liczba jego mieszkańców 7 085 osób.

## Demografia

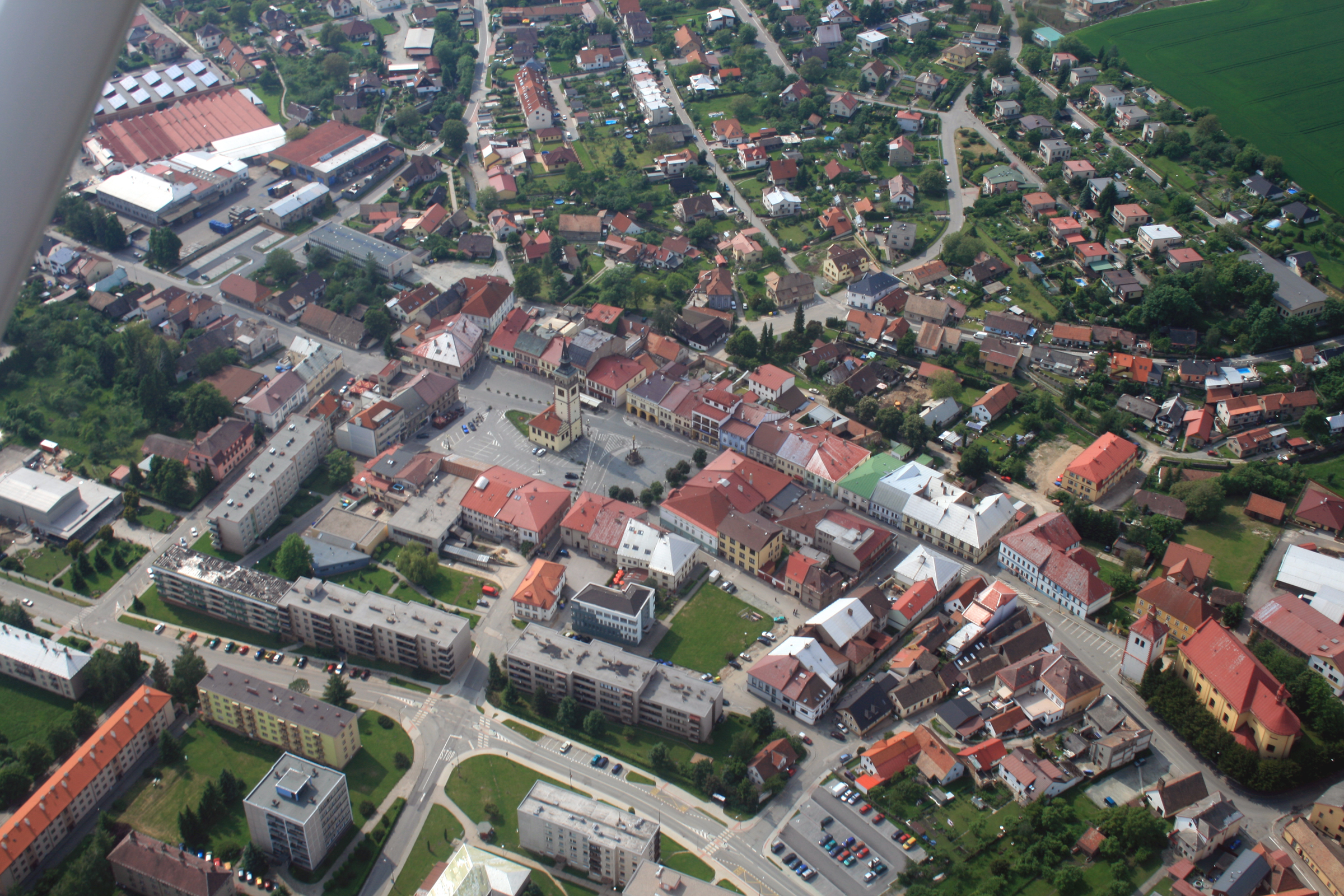
Centrum miasta z lotu ptaka

| Rok             | 1970  | 1980  | 1991  | 2001  | 2003  |
| --------------- | ----- | ----- | ----- | ----- | ----- |
| Liczba ludności | 6 204 | 6 982 | 6 893 | 7 181 | 7 085 |

Źródło: Czeski Urząd Statystyczny

## Miasta partnerskie
- Miejska Górka
- Piława Górna